# Sadael
Sadael ist eine 2004 gegründete Funeral-Doom-Band.

## Geschichte
Vahe Soghomonyan gründete Sadael 2004 in Jerewan als Ein-Personen-Projekt. Zu Veröffentlichungen und Auftritten von Sadael zog Soghomonyan Live- und Gastmusiker hinzu. Eigenen Angaben zufolge ist das Projekt über die Jahre nach St. Petersburg umgesiedelt. Im Verlauf der aktiven Karriere veröffentlichte Sadael eine Vielzahl an Alben und EPs, zum Teil mehrere innerhalb eines Jahres. Hierbei kooperierte Soghomonyan mit Firmen wie Le Crépuscule du Soir Productions, Silent Time Noise, BadMoodMan Music, Endless Winter und GS Productions. Hinzukommend beteiligte sich das Projekt an Split-Veröffentlichung mit Anlipnes, Ritual Flame und Desolation.

## Rezeption
Sadael erfuhr im Verlauf der Aktivität unterschiedlich ausgeprägte Beachtung. Insbesondere das in Kooperation mit Art of Silence, einem Subunternehmen von Solitude Productions, veröffentlichte Essence wurde international rezensiert. Derweil wurde das Album vornehmlich mittelmäßig bis gut beurteilt. Ähnlich weitreichende Beachtung erfuhr Diary of Loss, das Sadael über Silent Time Noise herausgeben ließ. Diary of Dreams wurde ebenso durchschnittlich bis gut beurteilt wie Essence. Die Rezeption weiterer Veröffentlichungen blieb hinter dieser Wahrnehmung zurück.

## Stil
In einer Rezension des Webzines Metal.de zu Essence beschreibt Jan Wischkowski die von Sadael gespielte Musik als „ausladend langgezogenen Funeral Doom“ der mit Keyboard-Passagen, die sich in einen „Dark-Ambient-Mantel“ zu hüllen versuchen, paart. Mike Liassides vom Webzine Doom-Metal.com beschreibt das Œuvre des Projektes als vielfältig und variantenreich. Essence sei wütend und roh, während Diary of Loss üppig und Keyboard-lastig erschiene. Das Album Dreams baue ebenso auf dem Zusammenspiel von Keyboard-Passagen, die dem Dark Ambient sowie der Neoklassik nahestehen, und Funeral Doom auf. Das Keyboard- und Gitarrenspiel sei als ein dramatisches fast histrionisches Zusammenspiel wahrzunehmen, derweil der Gesang zwischen Klargesang und Growling variiere. Eine anhaltende Dynamik sei ebenso im Schlagzeugspiel wahrzunehmen.

## Diskografie
- 2004: This Is the Truth (Demo, Selbstverlag)
- 2007: Despair (Demo, Selbstverlag)
- 2007: My Last Breathe (EP, Selbstverlag)
- 2007: You Are There (Album, Selbstverlag)
- 2007: Being (Album, Selbstverlag)
- 2007: The Ghost (Album, Selbstverlag)
- 2007: Contemplation (Album, Selbstverlag)
- 2008: Void and Sorrow (Album, Selbstverlag)
- 2009: Desolation (Split-Album mit Vox Clamantis, Selbstverlag)
- 2009: Sadael/Ritual Flame/Desolation (Split-Album mit Ritual Flame und Desolation, Le Crépuscule du Soir/Cvlminis)
- 2009: Live Album (Live-Album, Selbstverlag)
- 2010: Anlipnes/Sadael (Split-EP mit Anlipnes, Le Crépuscule du Soir)
- 2010: Diary of Loss (Album, Silent Time Noise)
- 2010: Essence (Album, BadMoodMan Music)
- 2010: Ov Sirun Sirun (Single, Le Crépuscule du Soir)
- 2010: Secret Doctrine (Album, Le Crépuscule du Soir)
- 2013: Dreams (Album, Endless Winter)
- 2016: DNA (Album, GS Productions)
- 2016: Starlight (EP, Selbstverlag)
- 2017: The Game (Album, Selbstverlag)
- 2017: Ending Days (Demo, Selbstverlag)
- 2017: Mindgame (EP, Selbstverlag)
- 2018: Deep Sleepers (Album, Selbstverlag)
- 2018: Dle Yaman (Single, Selbstverlag)
- 2019: Weirdest Projection (Album, GS Productions)